# Marco Angeli

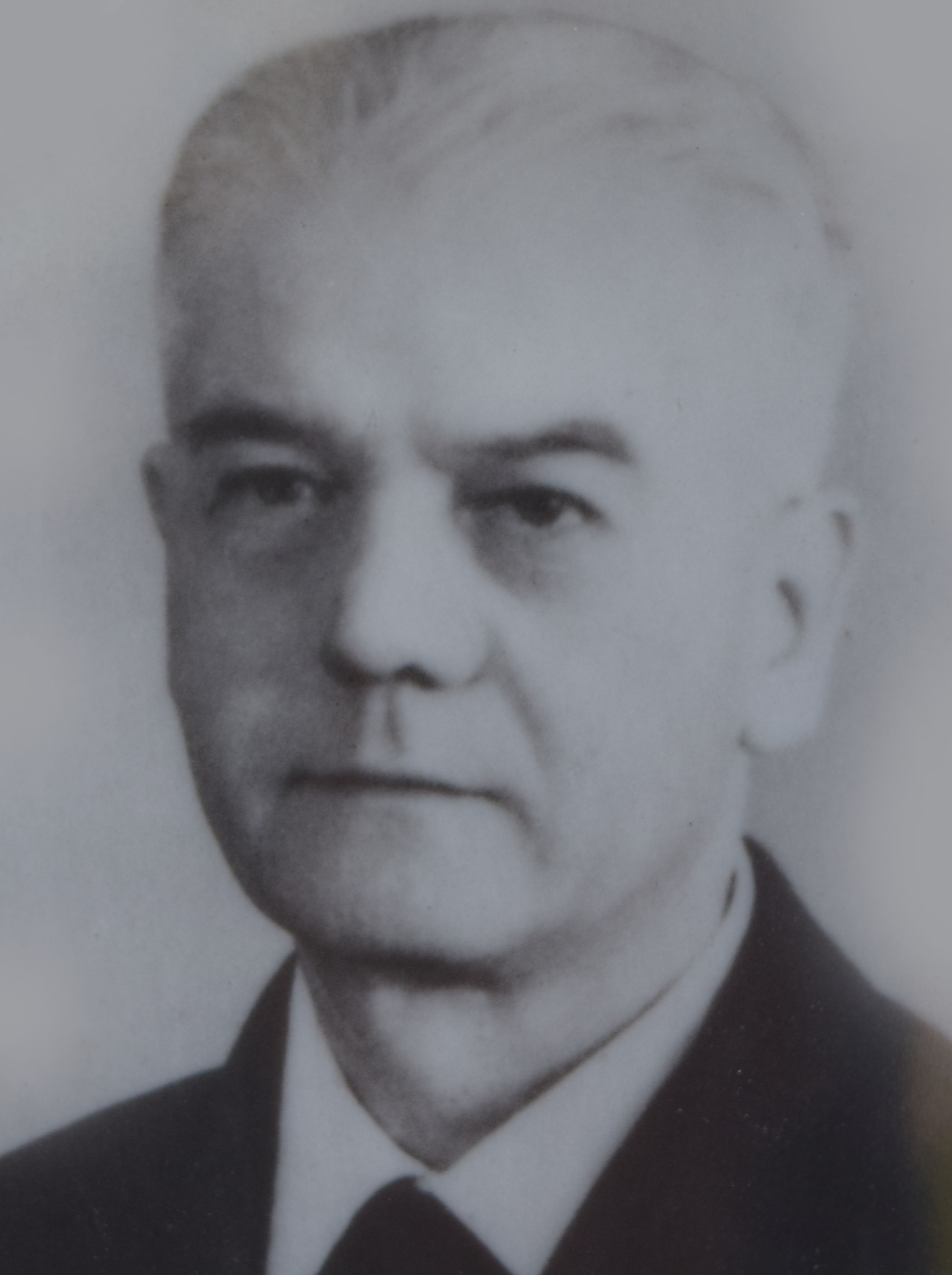

Marco Angeli (Sartene, 7 febbraio 1902 – Salò, 22 dicembre 1985) è stato un medico e politico italiano, esponente dell'irredentismo italiano in Corsica.

## Biografia
Nacque a Sartene da una famiglia di ascendenze genovese. Si recò da giovane in Italia seguendo i suoi ideali irredentisti e si laureò in medicina all'Università di Pisa.
Nel 1924 scrisse il suo primo libro in corso dal titolo "Terra corsa" ed una serie di poesie dal titolo " Malincunie". In politica dette vita ai Gruppi di azione corsa i quali nel 1931 avevano già oltre mille aderenti.
In Italia conobbe e strinse amicizia con Petru Rocca, altro irredentista corso.
Nel 1943 rientrò in Corsica assieme a Petru Giovacchini, considerato il maggior esponente dell'irredentismo isolano.
Dopo la sconfitta dell'Italia nella seconda guerra mondiale un tribunale francese lo condannò alla pena capitale, ma egli riuscì a rimanere in Italia fino alla sua morte nel 1985.